# Mistrzostwa Świata w Gimnastyce Artystycznej 2019
Mistrzostwa Świata w Gimnastyce Artystycznej 2019 – 37. edycja mistrzostw świata w gimnastyce artystycznej. Zawody zostały rozegrane w dniach 16–22 września w stolicy Azerbejdżanu, Baku. Były zarazem kolejną szansą na uczestnictwo w Igrzyskach Olimpijskich 2020 w Tokio. Odbyły się w Narodowej Arenie Gimnastycznej, która mogła pomieścić 5000 widzów.

## Program
| Data        | Wydarzenie   | Konkurencja                                     |
| ----------- | ------------ | ----------------------------------------------- |
| 16 września | Kwalifikacje | Układ z obręczą                                 |
| 16 września | Kwalifikacje | Układ z piłką                                   |
| 17 września | Kwalifikacje | Układ z obręczą                                 |
| 17 września | Kwalifikacje | Układ z piłką                                   |
| 17 września | Finał        | Układ z obręczą                                 |
| 17 września | Finał        | Układ z piłką                                   |
| 18 września | Kwalifikacje | Układ z maczugami                               |
| 18 września | Kwalifikacje | Układ ze wstążką                                |
| 19 września | Kwalifikacje | Układ z maczugami                               |
| 19 września | Kwalifikacje | Układ ze wstążką                                |
| 19 września | Finał        | Układ z maczugami                               |
| 19 września | Finał        | Układ ze wstążką                                |
| 20 września | Finał        | Wielobój indywidualny                           |
| 21 września | Finał        | Wielobój grupowy                                |
| 22 września | Finał        | Układ z pięcioma piłkami                        |
| 22 września | Finał        | Układ z trzema obręczami i dwiema parami maczug |

## Uczestniczki
Na mistrzostwach wzięło udział 304 zawodniczek z 61 państw. W nawiasie podana jest liczba uczestniczek z danego państwa.

- Andora (1)
- Angola (3)
- Australia (3)
- Austria (3)
- Azerbejdżan (9)
- Belgia (1)
- Białoruś (9)
- Boliwia (2)
- Brazylia (7)
- Bułgaria (9)
- Chiny (9)
- Chorwacja (3)
- Cypr (3)
- Czarnogóra (2)
- Czechy (2)
- Dania (3)
- Egipt (4)
- Estonia (9)
- Finlandia (9)
- Francja (9)
- Grecja (9)
- Gruzja (3)
- Hiszpania (9)
- Izrael (10)
- Japonia (9)
- Kanada (9)
- Kazachstan (9)
- Kirgistan (2)
- Kolumbia (3)
- Korea Południowa (4)
- Korea Północna (7)
- Liban (1)
- Litwa (4)
- Łotwa (3)
- Macedonia Północna (1)
- Malezja (3)
- Meksyk (10)
- Mołdawia (4)
- Mongolia (2)
- Niemcy (6)
- Norwegia (4)
- Polska (6)
- Południowa Afryka (3)
- Portoryko (2)
- Portugalia (4)
- Republika Zielonego Przylądka (1)
- Rosja (8)
- Rumunia (3)
- San Marino (3)
- Serbia (1)
- Słowacja (2)
- Słowenia (4)
- Sri Lanka (1)
- Stany Zjednoczone (9)
- Szwecja (3)
- Tajlandia (2)
- Turcja (3)
- Ukraina (8)
- Uzbekistan (9)
- Węgry (10)
- Włochy (10)

## Medalistki
| Konkurencja                                     | Złoto | Srebro | Brąz |
| Wielobój indywidualny                           | Dina Awierina | Arina Awierina                                                                                              | Linoj Aszram |
| Układ z obręczą                                 | Jekatierina Selezniowa                                                                                              | Linoj Aszram                                                                                                | Dina Awierina |
| Układ z piłką                                   | Dina Awierina | Arina Awierina                                                                                              | Linoj Aszram |
| Układ z maczugami                               | Dina Awierina | Linoj Aszram                                                                                                | Włada Nikolczenko                                                                                                   |
| Układ ze wstążką                                | Dina Awierina | Linoj Aszram                                                                                                | Jekatierina Selezniowa                                                                                              |
| Klasyfikacja drużynowa układów indywidualnych   | Rosja · Arina Awierina · Dina Awierina · Jekatierina Selezniowa                                                     | Izrael · Linoj Aszram · Juliana Telegina · Nikol Woronkow · Nikol Zelikman                                  | Białoruś · Kaciaryna Hałkina · Alina Harnasko · Anastasija Sałos                                                    |
| Układ z pięcioma piłkami                        | Japonia · Rie Matsubara · Sakura Noshitani · Sayuri Sugimoto · Ayaka Suzuki · Nanami Takenaka                       | Bułgaria · Simona Diankowa · Stefani Kiriakowa · Madłen Radukanowa · Laura Trajts · Jerika Zafirowa         | Rosja · Jewgienija Lewanowa · Anastasija Maksimowa · Anastasija Sziszmakowa · Anżelika Stubajło · Marija Tołkaczowa |
| Układ z trzema obręczami i dwiema parami maczug | Rosja · Jewgienija Lewanowa · Anastasija Maksimowa · Anastasija Sziszmakowa · Anżelika Stubajło · Marija Tołkaczowa | Japonia · Rie Matsubara · Sakura Noshitani · Sayuri Sugimoto · Ayaka Suzuki · Nanami Takenaka               | Włochy · Anna Basta · Martina Centofanti · Letizia Cicconcelli · Agnese Duranti · Alessia Maurelli                  |
| Wielobój grupowy                                | Rosja · Jewgienija Lewanowa · Anastasija Maksimowa · Anastasija Sziszmakowa · Anżelika Stubajło · Marija Tołkaczowa | Japonia · Rie Matsubara · Sakura Noshitani · Sayuri Sugimoto · Ayaka Suzuki · Nanami Takenaka · Kiko Yokota | Bułgaria · Simona Diankowa · Stefani Kiriakowa · Madłen Radukanowa · Laura Trajts · Jerika Zafirowa                 |

## Klasyfikacja medalowa
| Pozycja | Reprezentacja | Złoto | Srebro | Brąz | Razem |
| ------- | ------------- | ----- | ------ | ---- | ----- |
| 1.      | Rosja         | 8     | 2      | 3    | 13    |
| 2.      | Japonia       | 1     | 2      | 0    | 3     |
| 3.      | Izrael        | 0     | 4      | 2    | 6     |
| 4.      | Bułgaria      | 0     | 1      | 1    | 2     |
| 5.      | Białoruś      | 0     | 0      | 1    | 1     |
| 5.      | Ukraina       | 0     | 0      | 1    | 1     |
| 5.      | Włochy        | 0     | 0      | 1    | 1     |
| Razem   | Razem         | 9     | 9      | 9    | 27    |

## Występy reprezentantek Polski
Na mistrzostwach reprezentację Polski reprezentowało sześcioro zawodniczek. W zawodach indywidualnych wzięła udział Natalia Kozioł, zaś w układach zbiorowych rywalizowały Milena Górska, Aleksandra Majewska, Aleksandra Wlaźlak, Julia Chochół i Alicja Dobrołęcka.
W układzie z obręczą jedyna Polka, Natalia Kozioł, zajęła 48. miejsce, zaś w układzie z piłką – 54. W następnej serii kwalifikacji układ z maczugami skończyła na 61. pozycji, a układ ze wstążką – na 61. W żadnym z nich nie awansowała do finału. W klasyfikacji wieloboju została sklasyfikowana z wynikiem 51,975 punktów na 51. miejscu spośród 167 zawodniczek.
Milena Górska, Aleksandra Majewska, Aleksandra Wlaźlak, Julia Chochół i Alicja Dobrołęcka w wieloboju drużynowym zajęły 18. miejsce. W zawodach w układzie z pięcioma piłkami były 15., zaś w układzie z trzema obręczami i dwoma parami maczug – 17.
| Zawodniczka                                                                          | Konkurencja                                    | Kwalifikacje | Kwalifikacje | Finał  | Finał   |
| Zawodniczka                                                                          | Konkurencja                                    | Wynik        | Pozycja      | Wynik  | Pozycja |
| ------------------------------------------------------------------------------------ | ---------------------------------------------- | ------------ | ------------ | ------ | ------- |
| Natalia Kozioł                                                                       | Wielobój indywidualny                          | 51,975       | 51.          | NQ     | NQ      |
| Natalia Kozioł                                                                       | Układ z obręczą                                | 17,350       | 48.          | NQ     | NQ      |
| Natalia Kozioł                                                                       | Układ z piłką                                  | 16,875       | 54.          | NQ     | NQ      |
| Natalia Kozioł                                                                       | Układ z maczugami                              | 17,750       | 61.          | NQ     | NQ      |
| Natalia Kozioł                                                                       | Układ ze wstążką                               | 14,800       | 65.          | NQ     | NQ      |
| Milena Górska Aleksandra Majewska Aleksandra Wlaźlak Julia Chochół Alicja Dobrołęcka | Wielobój grupowy                               | —            | —            | 47,650 | 18.     |
| Milena Górska Aleksandra Majewska Aleksandra Wlaźlak Julia Chochół Alicja Dobrołęcka | Układ z pięcioma piłkami                       | 24,300       | 15.          | NQ     | NQ      |
| Milena Górska Aleksandra Majewska Aleksandra Wlaźlak Julia Chochół Alicja Dobrołęcka | Układ z trzema obręczami i dwoma parami maczug | 23,350       | 17.          | NQ     | NQ      |